# Jan Feltkamp
Jan Feltkamp (Enschede, 26 augustus 1829 – Zutphen, 6 oktober 1864) was een Nederlands pianist.
Hij was zoon van Joan Engelbert Feltkamp en Johanna Loosjes. Vader was muziekonderwijzer en organist, moeder Johanna Loosjes (1802-1864) was dochter van de olieslager van een oliemolen nabij de Raampoort en werd de directrice van de eerste Franse (kost)school voor meisjes in Enschede.
Hij kreeg zijn muziekopleiding in eerste instantie van zijn vader, een verdienstelijk muziekonderwijzer. Vanaf 1843 (het overlijdensjaar van zijn vader) trok hij naar de muziekschool van Jan George Bertelman en Richard Hol in Amsterdam. Een jaar later moest hij al les gaan geven om in zijn levensonderhoud te kunnen voorzien. Na die studie stond hij bekend als een van de pianovirtuozen van Nederland. Zijn  loopbaan duurde maar kort, in juni 1862 kreeg hij een zenuwtoeval (hij verloor zijn geheugen), kon nog enigszins door zijn muziek herstellen, maar moest na meerdere aanvallen stoppen met musiceren. Hij werd ondertussen verpleegd door zijn familie in Gouda. In 1863 werd hij als gevolg van krankzinnigheid onder curatele gesteld door de Arrondissementsrechtbank in Utrecht en verpleegd in een psychiatrisch ziekenhuis aldaar. Hij overleed in eenzelfde soort ziekenhuis in Zutphen.